# Satoshi Ishii
Satoshi Ishii (em japonês: 石井 慧; Ibaraki, 19 de dezembro de 1986) é um judoca e lutador de MMA do Japão, duas vezes campeão nacional e medalhista de ouro nos Jogos Olímpicos de Verão de 2008.
Ishii fez sua estreia profissional no MMA no Dynamite!! 2009 perdendo para outro judoca medalhista de ouro olímpico, Hidehiko Yoshida, por decisão unânime.
Atualmente possui um cartel com de cinco lutas (quatro vitórias e uma derrota).
Venceu de Tafa Misipati (vitória por chave de braço - Juji Gatame/Armlock), Ikuhisa Minowa (Decisão Unânime), Katsuyori Shibata (chave ude garami/kimura) e Jérôme Le Banner por decisão unânime.  

## Cartel no MMA
| Cartel no MMA   |             |            |
| 21 lutas        | 14 vitórias | 6 derrotas |
| Por nocaute     | 1           | 4          |
| Por finalização | 6           | 0          |
| Por decisão     | 7           | 2          |
| Empates         | 1           | 1          |

| Res.    | Cartel | Oponente          | Método                        | Evento                                                 | Data       | Round | Tempo | Local               | Notas                                                 |
| ------- | ------ | ----------------- | ----------------------------- | ------------------------------------------------------ | ---------- | ----- | ----- | ------------------- | ----------------------------------------------------- |
| Derrota | 14–6–1 | Quinton Jackson   | Decisão (dividida)            | Bellator 157: Dynamite 2                               | 24/06/2016 | 3     | 5:00  | St. Louis, Missouri |                                                       |
| Derrota | 14–5–1 | Jiří Procházka    | KO (chute na cabeça e socos)  | Rizin Fighting Federation - Day 1                      | 29/12/2015 | 1     | 1:36  | Saitama             | Quartas de final do torneio de meio-pesados do Rizin. |
| Vitória | 14–4–1 | Will Penn         | Finalização (mata-leão)       | Inoki Genome Fight 4                                   | 29/08/2015 | 1     | 3:07  | Tokyo               |                                                       |
| Vitória | 13–4–1 | Nick Rossborough  | Finalização (kimura)          | Inoki Genome Fight 3                                   | 11/04/2015 | 1     | 4:22  | Tokyo               |                                                       |
| Derrota | 12–4–1 | Mirko Filipović   | TKO (chute na cabeça e socos) | Inoki Bom-Ba-Ye 2014                                   | 31/12/2014 | 2     | 5:00  | Tokyo               | Pelo título do IGF.                                   |
| Derrota | 12–3–1 | Mirko Filipović   | TKO (interrupção médica)      | Inoki Genome Fight 2                                   | 23/08/2014 | 2     | 2:37  | Tokyo               | Perdeu o título do IGF.                               |
| Vitória | 12–2–1 | Phil De Fries     | Decisão (unânime)             | Inoki Genome Fight 1                                   | 05/04/2014 | 2     | 5:00  | Tokyo               | Luta não válida pelo título.                          |
| Vitória | 11–2–1 | Kazuyuki Fujita   | Decisão (unânime)             | Inoki Bom-Ba-Ye 2013                                   | 31/12/2013 | 3     | 5:00  | Tokyo               | Ganhou o título do IGF.                               |
| Vitória | 10–2–1 | Jeff Monson       | Decisão (majoritária)         | M-1 Challenge 42                                       | 20/10/2013 | 3     | 5:00  | St. Petersburg      |                                                       |
| Vitória | 9–2–1  | Clayton Jones     | TKO (socos)                   | IGF: GENOME 27                                         | 20/07/2013 | 1     | 0:35  | Osaka               |                                                       |
| Vitória | 8–2–1  | Pedro Rizzo       | Decisão (unânime)             | IGF: GENOME 26                                         | 26/05/2013 | 3     | 5:00  | Tokyo               |                                                       |
| Vitória | 7–2–1  | Kerry Schall      | Finalização (americana)       | IGF: GENOME 25                                         | 20/03/2013 | 1     | 2:43  | Fukuoka             |                                                       |
| Vitória | 6–2–1  | Sean McCorkle     | Finalização (kimura)          | IGF: GENOME 24                                         | 23/02/2013 | 1     | 2:41  | Tokyo               |                                                       |
| Vitória | 5–2–1  | Tim Sylvia        | Decisão (unânime)             | Inoki-Bom-Ba-Ye 2012                                   | 31/12/2012 | 3     | 5:00  | Tokyo               |                                                       |
| Derrota | 4–2–1  | Fedor Emelianenko | KO (socos)                    | Fight For Japan: Genki Desu Ka Omisoka 2011            | 31/12/2011 | 1     | 2:29  | Saitama             | Voltou para o Peso Pesado.                            |
| Empate  | 4–1–1  | Paulo Filho       | Empate                        | Amazon Forest Combat 1                                 | 14/09/2011 | 3     | 5:00  | Manaus              | Luta no Meio Pesado.                                  |
| Vitória | 4–1    | Jérôme Le Banner  | Decisão (unânime)             | Dynamite!! 2010                                        | 31/12/2010 | 3     | 5:00  | Saitama             |                                                       |
| Vitória | 3–1    | Katsuyori Shibata | Finalização (kimura)          | K-1 World MAX 2010 World Championship Tournament Final | 08/11/2010 | 1     | 3:30  | Tokyo               |                                                       |
| Vitória | 2–1    | Ikuhisa Minowa    | Decisão (unânime)             | Dream 16                                               | 25/09/2010 | 2     | 5:00  | Nagoya              |                                                       |
| Vitória | 1–1    | Tafa Misipati     | Finalização (chave de braço)  | X-plosion: New Zealand vs. Japan                       | 15/05/2010 | 1     | 2:42  | Auckland            |                                                       |
| Derrota | 0–1    | Hidehiko Yoshida  | Decisão (unânime)             | Dynamite!! The Power of Courage 2009                   | 31/12/2009 | 3     | 5:00  | Tokyo               |                                                       |